# Hans Holbein (Stifter)
Hans Holbein (* 31. Januar 1864 in Apolda; † 14. September 1929 in Weimar) war ein deutscher Rechtsanwalt, Mitstreiter des Sexualreformers Magnus Hirschfeld in der ersten Homosexuellen-Bewegung und Obmann des Wissenschaftlich-humanitären Komitees.

## Leben
Holbein wurde 1864 als drittes Kind des Rechtsanwaltes Robert Holbein in Apolda geboren. Zum Studium ging er an die Universität Jena, wo er 1887 zum Dr. jur. promoviert wurde. Nach seinem Referendariat ließ er sich 1890 als Rechtsanwalt in Weimar nieder. In seiner Heimatstadt Apolda eröffnete er eine Zweigstelle seiner Kanzlei. 1895 heiratete er, doch einer glücklichen Ehe stand seine homosexuelle Veranlagung entgegen. Seine Frau legte sich einen Liebhaber zu, 1902 wurde die Ehe geschieden.
Holbein äußerte sich 1919 amüsiert darüber, dass "das Wort Homo- oder Bi-Sexualität" in den Akten seines Scheidungsprozesses "überhaupt nicht" vorkam, in seinen Augen ein Beleg für die verbreitete Unkenntnis der gleichgeschlechtlichen Liebe. Und so waren es nicht zuletzt seine persönliche Erfahrungen, die ihn zum Kämpfer für die Freiheit der Homosexuellen werden ließen.
Schon früh wurde Holbein einer der "Obmänner" des Wissenschaftlich-humanitären Komitees, der von Magnus Hirschfeld 1897 gegründeten, weltweit ersten Homosexuellenorganisation. Um seine berufliche Stellung nicht zu gefährden, trat er hier allerdings nur unter dem Pseudonym "Sassen" in Erscheinung. Gleichwohl setzte sich Holbein auch öffentlich für die Rechte Homosexueller ein. Im Apoldaer Tageblatt trat er "ständig für die Abschaffung des § 175" ein, wie es in einem Nachruf hieß. Und als Verteidiger vertrat er zahlreiche Homosexuelle vor Gericht und war „über die Grenzen von Apolda und Weimar hinaus ein gesuchter Anwalt“.
Um den Kampf gegen den § 175 über seinen Tod hinaus zu unterstützen, rief er 1919 die "Holbein-Stiftung" ins Leben. Aus deren Vermögen sollte ein Lehrstuhl an der Universität Jena geschaffen werden, um insb. die Bi- und Homosexualität weiter zu erforschen. In seinem Testament setzte Holbein die Universität als Alleinerbin ein und verfügte, der Stiftung weitere 100.000 Mark zufließen zu lassen.
Doch als Holbein am 14. September 1929 einem Krebsleiden erlag, verweigerte die Uni Jena die Einrichtung des Lehrstuhls und schlug das Erbe aus. Zur Begründung führte sie an, dass die Universität ansonsten "zu einem Sammelpunkt unerwünschter Elemente würde". Das hinderte sie freilich nicht, sich das verbliebene Stiftungsvermögen nach 1933 im Zusammenspiel mit den NS-Machthabern anzueignen.
Holbeins letzter Wille wurde schließlich auch an anderer Stelle missachtet. Auf seinem Grabstein war zwar zunächst die von ihm gewünschte Inschrift angebracht worden: "Hier ruht in Gott Dr. Hans Holbein, Anwalt des Rechts, Kämpfer für Freiheit des 3. Geschlechts". Nach der NS-Machtübernahme wurde diese dann aber "ausgemeißelt".
Im Mai 2019 starteten die Wissenschaftler Alexander Zinn, Rüdiger Lautmann und Ralf Dose eine Initiative zur Rehabilitierung Holbeins und zur Neugründung der Holbein-Stiftung. Die Initiative steht unter der Schirmherrschaft der thüringischen Ministerpräsidentin a. D. Christine Lieberknecht und wird von über 100 Persönlichkeiten aus Wissenschaft, Politik und Gesellschaft unterstützt, darunter die Direktoren der Stiftungen Topografie des Terrors und Denkmal für die ermordeten Juden Europas, die Leiter der Gedenkstätte Deutscher Widerstand und die Bundesjustizministerin a. D. Sabine Leutheusser-Schnarrenberger. Ziel ist die Neugründung der Holbein-Stiftung als interdisziplinäres Forschungsinstitut zu Geschichte und Gegenwart der Homosexualitäten an der Friedrich-Schiller-Universität Jena. Eine Forderung, die auch in der thüringischen Politik breite Unterstützung erfährt.